# Gare de Kingisepp
 (juillet 2023).
Si vous disposez d'ouvrages ou d'articles de référence ou si vous connaissez des sites web de qualité traitant du thème abordé ici, merci de compléter l'article en donnant les références utiles à sa vérifiabilité et en les liant à la section « Notes et références ».
La gare de Kingisepp, (en russe : Кингисепп (станция)) est une gare ferroviaire de Russie.

## Histoire
La gare est construite mise en service en 1870 comme partie de s Chemins de fer de la Baltique.

## Service des voyageurs

### Accueil

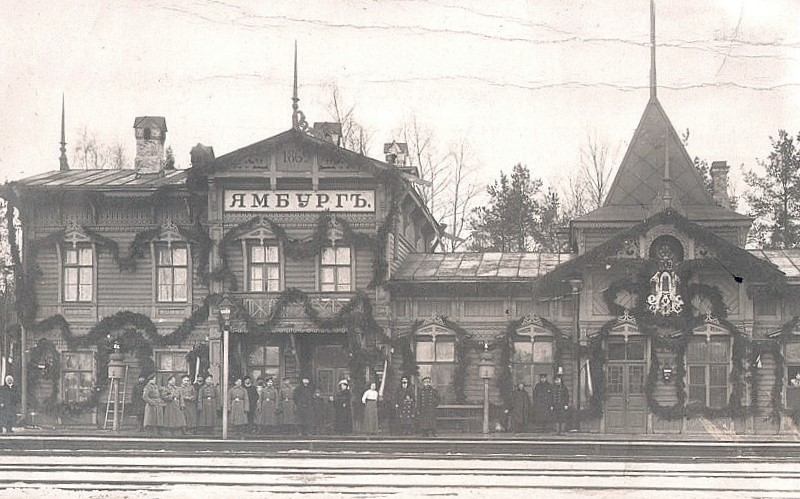
La première gare.
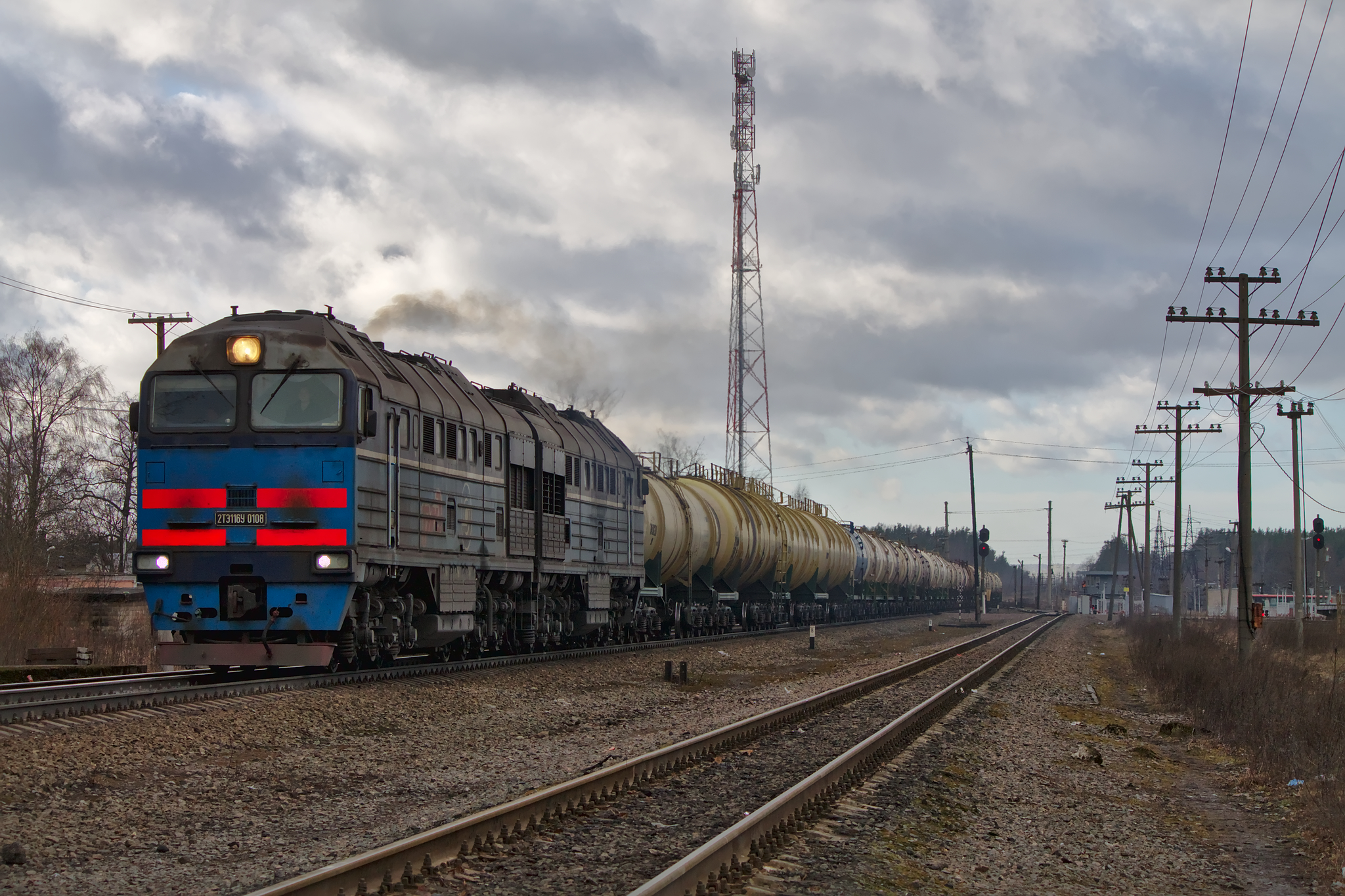
Ses voies